# Ricinocarpos canianus
Ricinocarpos canianus är en törelväxtart som beskrevs av David A. Halford och Rodney John Francis Henderson. Ricinocarpos canianus ingår i släktet Ricinocarpos och familjen törelväxter. Inga underarter finns listade i Catalogue of Life.